# Шигаево (Сармановский район)
Шигаево (тат. Шыгай) — село в Сармановском районе Республики Татарстан России. Входит в состав Азалаковского сельского поселения.

## География
Село находится в восточной части Татарстана, в лесостепной зоне, в пределах северных отрогов Бугульмино-Белебеевской возвышенности, на левом берегу реки Игани, при автодороге 16К-1441, на расстоянии примерно 16 километров (по прямой) к северо-северо-западу от села Сарманова, административного центра района. Абсолютная высота — 111 метров над уровнем моря.

### Климат
Климат характеризуются как умеренно континентальный, с продолжительной умеренно холодной зимой и коротким тёплым летом. Среднегодовая температура воздуха составляет 3,8 °С. Средняя температура воздуха самого холодного месяца (января) — −12,2 °C; самого тёплого месяца (июля) — 19,7 °C. Безморозный период длится в течение 112—116 дней. Среднегодовое количество атмосферных осадков составляет 460 мм, из которых 340 мм выпадает в период с апреля по октябрь. Снежный покров держится 155—165 дней.

### Часовой пояс
Село Шигаево, как и весь Татарстан, находится в часовой зоне МСК (московское время). Смещение применяемого времени относительно UTC составляет +3:00.

## История
В «Списке населенных мест по сведениям 1870 года», изданном в 1877 году, населённый пункт упомянут как деревня Шигаева 4-го стана Мензелинского уезда Уфимской губернии. Располагалась при речке Игине, по левую сторону коммерческого тракта из Бирска в Мамадыш, в 47 верстах от уездного города Мензелинска и в 35 верстах от становой квартиры в селе Бережные Челны. В деревне, в 137 дворах жили 778 человек (393 мужчины и 385 женщин, татары, тептяри), были мечеть, волостное правление, училище, водяная мельница. Жители занимались земледелием, скотоводством, извозничеством.
По сведениям переписи 1897 года, в деревне Шигай Мензелинского уезда Уфимской губернии жили 1072 человека (568 мужчин и 504 женщины), все мусульмане.

## Население
Население села Шигаево в 2011 году составляло 215 человек.

### Национальный состав
Согласно результатам переписи 2002 года, в национальной структуре населения татары составляли 94 % из 207 чел.